# Oria (Itàlia)
|  | Per a altres significats, vegeu «bisbat d'Oria». |

Oria  és un municipi al territori de la província de Bríndisi, a la regió de la Pulla (Itàlia). Oria limita amb els municipis d'Erchie, Francavilla Fontana, Latiano, Manduria, Mesagne i Torre Santa Susanna.

## Galeria

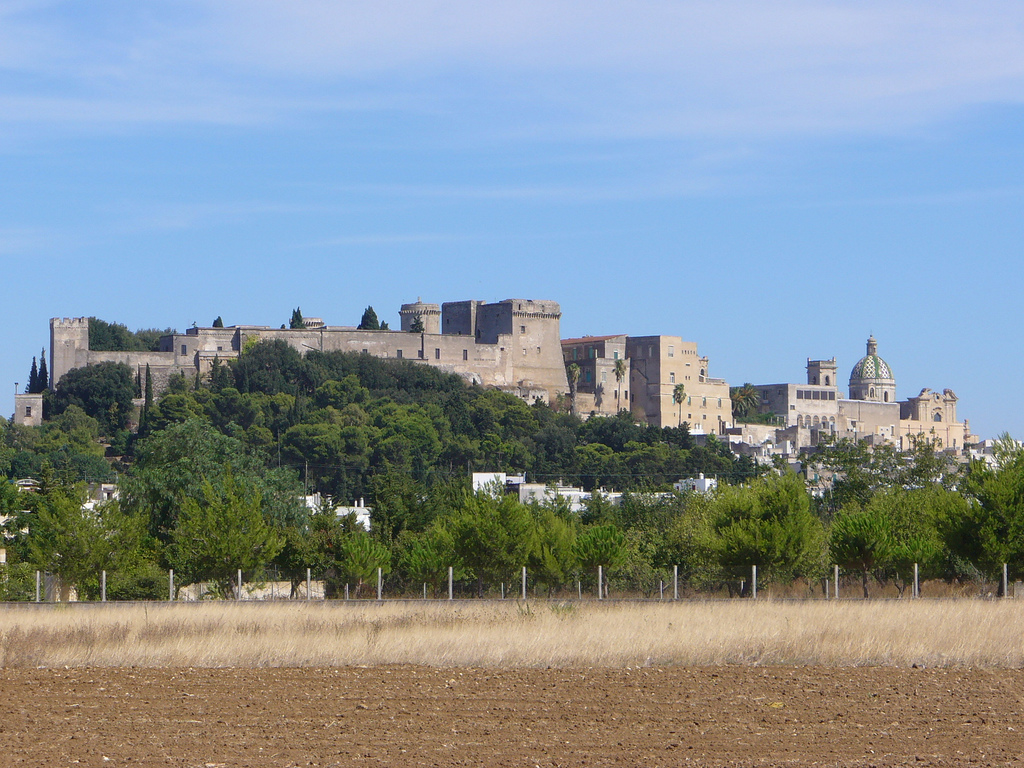
Vista del municipi
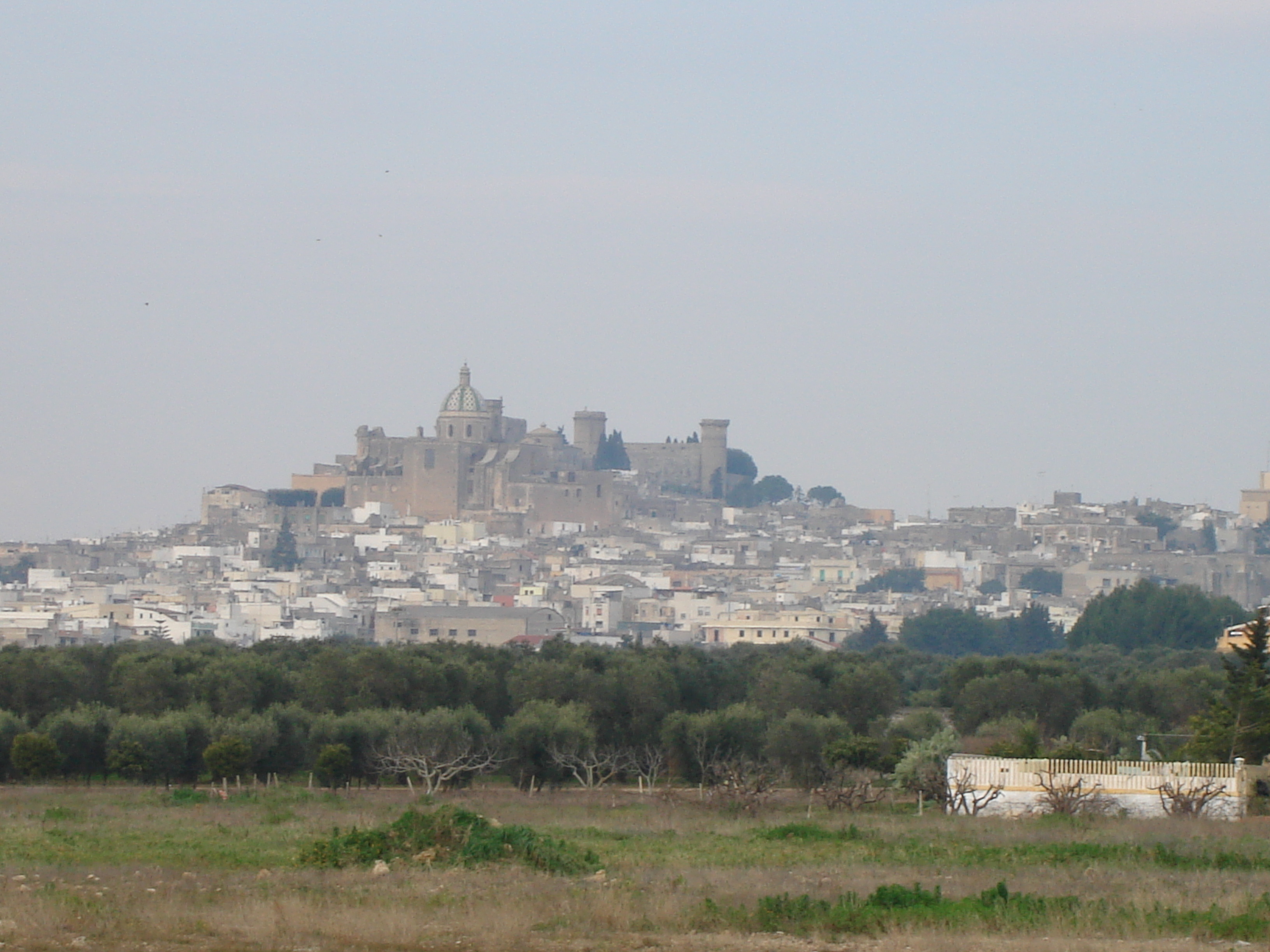
Panorama
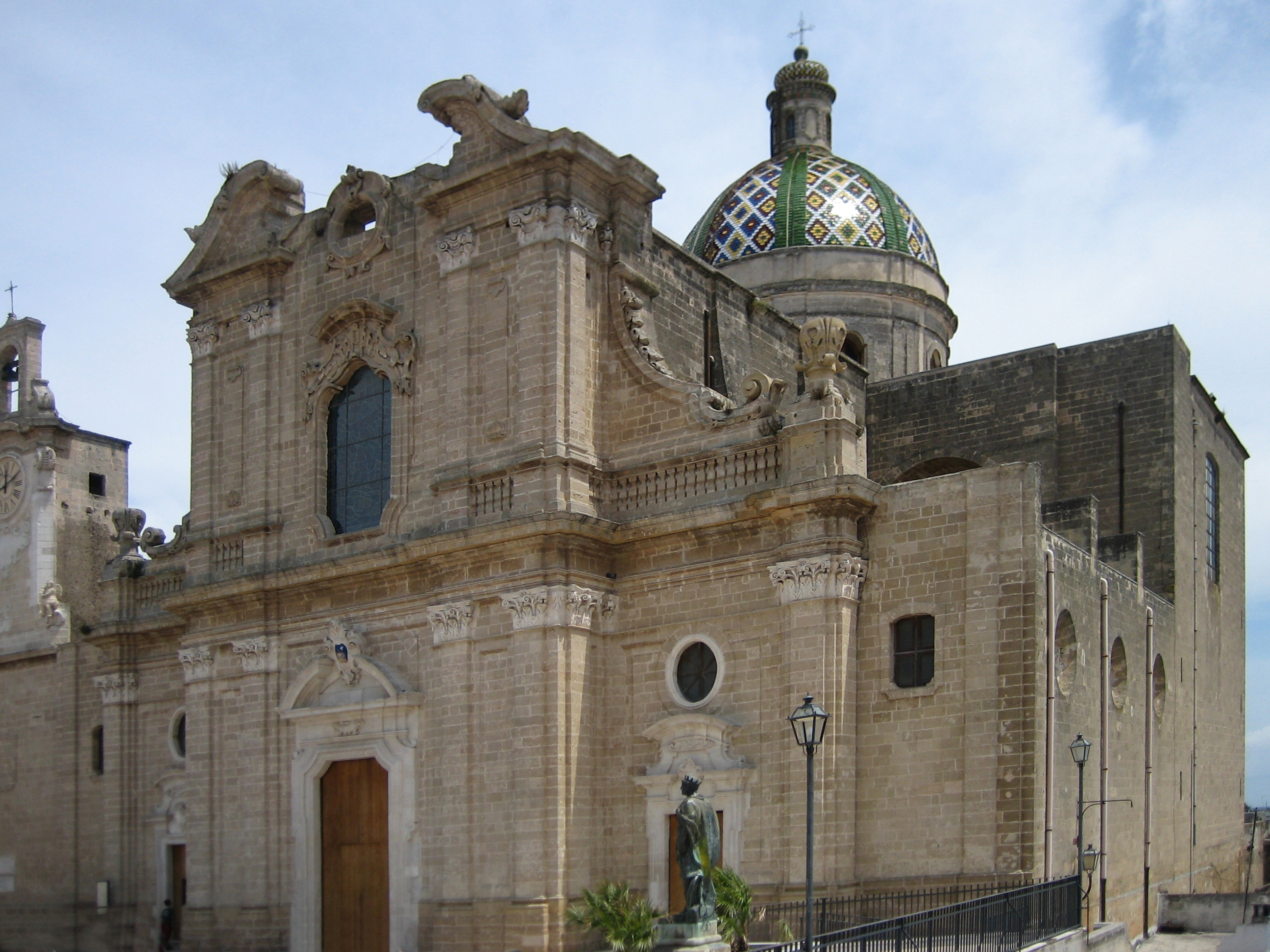
Catedral
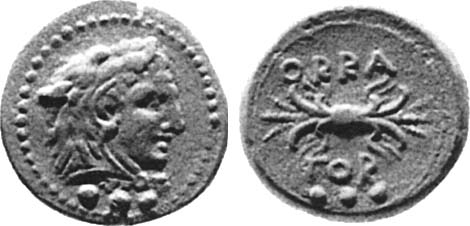
Monedes antigues procedents d'Oria
Localització del municipi d'Oria dins de la província de Bríndisi